# Asiana-Airlines-Flug 991
Am 28. Juli 2011 stürzte eine Boeing 747-400F auf dem Asiana-Airlines-Flug 991 infolge eines Frachtbrandes auf dem Hauptdeck etwa 130 km westlich von Jeju-si in das Ostchinesische Meer. Beide Besatzungsmitglieder kamen bei dem Unfall ums Leben.

## Flugzeug und Besatzung
Die Boeing 747-400F (Kennzeichen: HL7604, c/n: 29907, s/n: 1370) war am 22. Februar 2006 werksneu an Asiana Airlines ausgeliefert worden. Sie hatte bis zum Unfall 28.752 Flugstunden und 4799 Flüge absolviert.
Die Besatzung bestand aus zwei Piloten: dem 52-jährigen Kapitän mit 14.123 Flugstunden, davon 6.896 Std. auf der Boeing 747, sowie dem 43-jährigen Ersten Offizier mit 5.211 Flugstunden, davon 492 Std. auf diesem Typ.

## Flugverlauf
Die Maschine hob um 3:05 Uhr Ortszeit vom Flughafen Incheon bei Seoul zum Frachtlinienflug nach Shanghai (China) ab. Sie war mit 58 Tonnen Fracht beladen worden, darunter elektronische Bauteile wie Halbleiter und Mobiltelefone. Zudem befanden sich zwei Frachtpaletten mit insgesamt 400 kg Gefahrgütern an Bord. Sie enthielten in Kartons verpackte Lithium-Ionen-Batterien sowie Behälter mit ätzenden und brennbaren Flüssigkeiten, darunter zwei verschiedene Arten von Fotolack und mit Farben gefüllte Tuben. Die beiden Gefahrgutpaletten waren als letzte durch die Frachtluke im hinteren rechten Teil des Rumpfes auf das Hauptdeck verladen worden. 
Knapp eine Stunde Flugzeit nach dem Start meldete die Besatzung um 03:54 Uhr ein Feuer im Frachtraum und bat die Flugsicherung in Shanghai zum Jeju International Airport auf der südkoreanischen Insel Cheju ausweichen zu dürfen.
Das Flugzeug befand sich bereits im Luftraum, der von Shanghai kontrolliert wird, als der Sinkflug zur Notlandung eingeleitet wurde.
Um 4:11 Uhr Ortszeit verschwand die Maschine vom Radar. Zu dieser Zeit hatte die 747 schon Kurs auf Jeju genommen. Die Maschine schlug ca. 130 km von der Küste der Insel entfernt im Meer auf.
Zweieinhalb Stunden nachdem der Radarkontakt abbrach, wurden von der Küstenwache in einem weit verstreuten Gebiet Teile der Boeing 747 entdeckt, darunter ein Pilotensitz, Teile des Seitenruders und Teile des Rumpfes, die eindeutig dem Flugzeug der Asiana Airlines Cargo zugeordnet werden können.
Fast genau drei Monate nach dem Crash, am 29. Oktober 2011, konnten die beiden Leichen der Piloten geborgen werden sowie weitere Teile des Cockpitrahmens und des Rumpfes lokalisiert werden. Die Piloten wurden angeschnallt sitzend gefunden. Der Fundort befindet sich 104 km vor der Westküste von Jeju.
Der Flugdatenschreiber wurde bis dato noch nicht lokalisiert. Nach Angaben der Küstenwache ist das Meer an der Unfallstelle etwa 90 Meter tief.